# Naissance en 869
Naissance
- 865
- 866
- 867
- 868
- 869
- 870
- 871
- 872
- 873

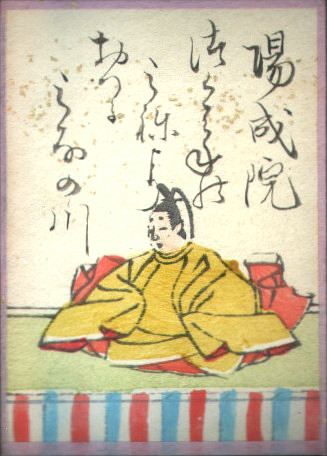
Yōzei né en 869.

Cette page dresse une liste de personnalités nées au cours de  l'année 869 :
- Muhammad al-Mahdi, pour les chiites duodécimains, il est le dernier imâm.
- Gung Ye, 1er roi de Taebong (Corée).
- Yōzei, cinquante-septième empereur du Japon

## Crédit d'auteurs
- Cet article est partiellement ou en totalité issu de l'article intitulé « 869 » (voir la liste des auteurs).